# Arquidiócesis de Zamboanga
La arquidiócesis de Zamboanga (en latín: Archidioecesis Zamboangensis, en inglés: Roman Catholic Archdiocese of Zamboanga, en tagalo: Arkidiyosesis ng Zamboanga y en chabacano, Arquidiocesis de Zamboanga) es una circunscripción eclesiástica de la Iglesia católica en Filipinas. Se trata de una arquidiócesis latina, sede metropolitana de la provincia eclesiástica de Zamboanga. Su ordinario es el arzobispo Julius Sullan Tonel.

## Territorio y organización
La arquidiócesis tiene 1483 km² y extiende su jurisdicción sobre los fieles católicos de rito latino residentes en el municipio de Zamboanga de la provincia de Zamboanga del Sur de la región de Península de Zamboanga en la isla de Mindanao.
La sede de la arquidiócesis se encuentra en la ciudad de Zamboanga, en donde se halla la Catedral de la Inmaculada Concepción.
La arquidiócesis tiene como sufragáneas a la diócesis de Ípil y a la prelatura territorial de Isabela.
En 2020 en la arquidiócesis existían 28 parroquias.

## Historia
La diócesis de Zamboanga fue erigida el 10 de abril de 1910, tomando el territorio de las diócesis de Cebú y Jaro (hoy ambas arquidiócesis). Originalmente era sufragánea de la arquidiócesis de Manila.
El 20 de enero de 1933 cedió una parte de su territorio para la erección de la diócesis de Cagayán de Oro (hoy arquidiócesis de Cagayán de Oro) mediante la bula Ad maius religionis del papa Pío XI.
El 28 de abril de 1934 pasó a formar parte de la provincia eclesiástica de la arquidiócesis de Cebú.
El 17 de diciembre de 1949 cedió una parte de su territorio para la erección de la prelatura territorial de Dávao (hoy arquidiócesis de Dávao) mediante la bula Satius haud dubie del papa Pío XII.
El 11 de agosto de 1950 cedió una parte de su territorio para la erección de la prelatura territorial de Cotabato y Sulu (hoy arquidiócesis de Cotabato) mediante la bula Quidquid in christifidelium del papa Pío XII.
El 27 de enero de 1951 cedió otra parte de su territorio para la erección de la prelatura territorial de Ozámiz (hoy arquidiócesis de Ozámiz) mediante la bula Supremum Nobis del papa Pío XII.
El 29 de junio de 1951 se convirtió en sufragánea de la arquidiócesis de Cagayán de Oro.
El 19 de marzo de 1958 la diócesis fue elevada al rango de arquidiócesis metropolitana con la bula Quasi mater del papa Pío XII.
El 6 de mayo de 1960, con la carta apostólica Imprimis insignis, el papa Juan XXIII proclamó a la Bienaventurada Virgen María de la Columna (Beata María Virgo de Columna) patrona principal de la arquidiócesis, y a Pío X como patrono secundario.
Posteriormente, la diócesis ha cedido repetidamente porciones de su territorio para la erección de nuevas circunscripciones eclesiásticas:
- la prelatura territorial de Isabela el 12 de octubre de 1963 mediante la bula Providens Dei del papa Pablo VI;[11]
- la diócesis de Dipólog el 31 de julio de 1967 mediante la bula Quantum prosit del papa Pablo VI;[12]
- la diócesis de Pagadían el 12 de noviembre de 1971 mediante la bula Ut fidelium necessitatibus del papa Pablo VI;[13]
- la prelatura territorial de Ípil (hoy diócesis de Ípil) el 24 de diciembre de 1979 mediante .

## Estadísticas
Según el Anuario Pontificio 2021 la arquidiócesis tenía a fines de 2020 un total de 774 800 fieles bautizados.
| Año                                                                             | Población            | Población | Población      | Sacerdotes | Sacerdotes    | Sacerdotes    | Bautizados por sacerdote | Diáconos permanentes | Religiosos | Religiosos | Parroquias |
| Año                                                                             | Bautizados católicos | Total     | % de católicos | Total      | Clero secular | Clero regular | Bautizados por sacerdote | Diáconos permanentes | Varones    | Mujeres    | Parroquias |
| ------------------------------------------------------------------------------- | -------------------- | --------- | -------------- | ---------- | ------------- | ------------- | ------------------------ | -------------------- | ---------- | ---------- | ---------- |
| 1950                                                                            | 289 537              | 531 945   | 54.4           | 30         | 9             | 21            | 9651                     |                      | 31         | 22         | 19         |
| 1970                                                                            | 679 552              | 887 144   | 76.6           | 77         | 8             | 69            | 8825                     |                      | 73         | 49         | 37         |
| 1980                                                                            | 503 000              | 647 000   | 77.7           | 42         | 12            | 30            | 11 976                   |                      | 32         | 74         | 28         |
| 1990                                                                            | 390 000              | 422 752   | 92.3           | 25         | 25            |               | 15 600                   |                      | 10         | 77         | 13         |
| 1999                                                                            | 453 283              | 549 722   | 82.5           | 56         | 40            | 16            | 8094                     |                      | 34         | 65         | 23         |
| 2000                                                                            | 454 563              | 564 772   | 80.5           | 57         | 41            | 16            | 7974                     |                      | 32         | 66         | 23         |
| 2001                                                                            | 456 096              | 600 127   | 76.0           | 63         | 45            | 18            | 7239                     |                      | 34         | 72         | 22         |
| 2002                                                                            | 453 825              | 601 794   | 75.4           | 73         | 50            | 23            | 6216                     |                      | 41         | 96         | 23         |
| 2003                                                                            | 461 180              | 623 217   | 74.0           | 65         | 49            | 16            | 7095                     |                      | 24         | 107        | 24         |
| 2004                                                                            | 474 399              | 645 404   | 73.5           | 64         | 48            | 16            | 7412                     |                      | 22         | 107        | 25         |
| 2010                                                                            | 570 000              | 735 000   | 77.6           | 75         | 51            | 24            | 7600                     |                      | 26         | 85         | 25         |
| 2012                                                                            | 618 000              | 790 000   | 78.2           | 78         | 57            | 21            | 7923                     |                      | 21         | 75         | 25         |
| 2017                                                                            | 698 830              | 970 600   | 72.0           | 74         | 54            | 20            | 9443                     |                      | 20         | 77         | 26         |
| 2020                                                                            | 774 800              | 1 068 000 | 72.5           | 79         | 57            | 22            | 9807                     |                      | 22         | 70         | 28         |
| Fuente: Catholic-Hierarchy, que a su vez toma los datos del Anuario Pontificio. |                      |           |                |            |               |               |                          |                      |            |            |            |

## Episcopologio
- Charles Warren Currier † (25 de junio de 1910-? renunció) (obispo electo)

- Michael James O'Doherty † (19 de junio de 1911-6 de septiembre de 1916 nombrado arzobispo de Manila)
- James Paul McCloskey † (5 de febrero de 1917-8 de marzo de 1920 nombrado obispo de Jaro)
- José Clos y Pagés, S.I. † (7 de mayo de 1920-2 de agosto de 1931 falleció)
- Luis Valdesco Del Rosario, S.I. † (16 de marzo de 1933-12 de agosto de 1966 retirado[nota 3])
- Lino Rasdesales Gonzaga † (12 de agosto de 1966-22 de agosto de 1973 renunció)
- Francisco Raval Cruces † (22 de agosto de 1973-7 de diciembre de 1994 retirado)
- Carmelo Dominador Flores Morelos † (8 de diciembre de 1994-13 de noviembre de 2006 retirado)
- Romulo Geolina Valles (13 de noviembre de 2006-11 de febrero de 2012 nombrado arzobispo de Dávao)
  - Sede vacante (2012-2014)
- Romulo Tolentino De La Cruz † (15 de marzo de 2014-10 de diciembre de 2021 falleció)
  - Moises Magpantay Cuevas, desde el 11 de agosto de 2021 (administrador apostólico[nota 4])
- Julius Sullan Tonel, desde el 25 de abril de 2023